# Distretto di Lianhu
Il distretto di Lianhu (莲湖区S, Liánhú QūP) è un distretto della Cina, situato nella provincia dello Shaanxi e amministrato dalla città-prefettura di Xi'an.